# Madge Easton Anderson

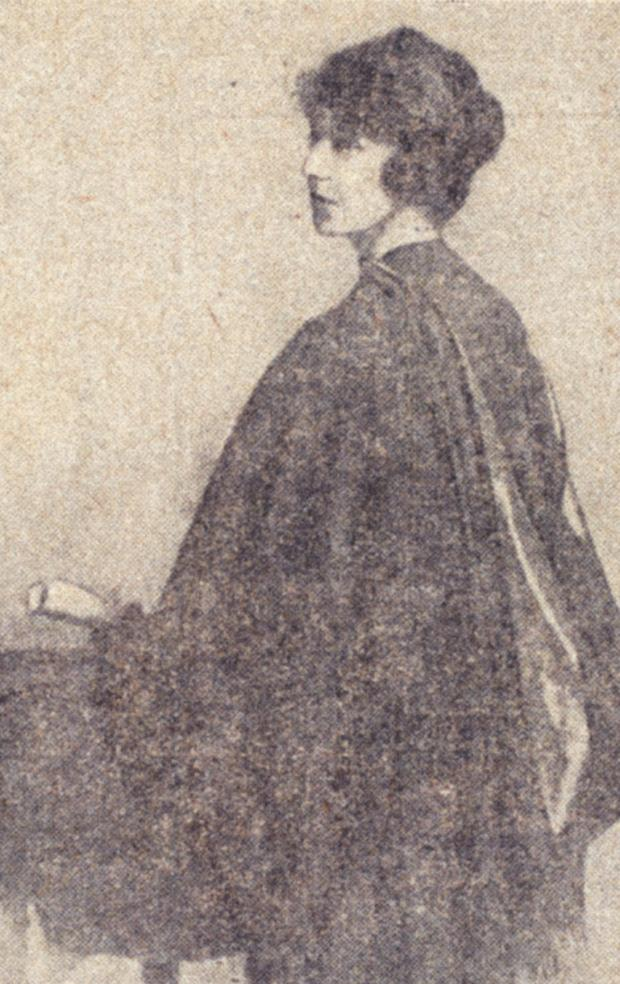
Madge Easton Anderson, 1920

 Madge Easton Anderson (* 24. April 1896 in Glasgow, Schottland; † 9. August 1982 Perth, Schottland) war eine schottische Rechtsanwältin. Sie war die erste Frau im Vereinigten Königreich, die sich als Rechtsanwältin qualifizierte und 1937 als erste Frau die Zulassung als Rechtsanwältin sowohl in England als auch in Schottland erhielt.

## Leben und Werk
Anderson war die jüngste von drei Töchtern des Besteckverkäufers Robert Easton Anderson (1865–1932) und seiner Frau Anne Catherine Chisholm (1864–1947). Kurz nach Andersons Geburt machte sich ihr Vater als Hersteller chirurgischer Instrumente selbstständig. Anderson besuchte von 1904 bis 1913 die Hutchesons' Girls' Grammar School und studierte dann Latein, Französisch, Griechisch, Englisch, Zoologie und Moralphilosophie an der University of Glasgow. Dort erwarb sie 1916 einen Master-Abschluss, 1919 einen Bachelor of Law und 1920 den LLB. Sie gewann in ihrem letzten Studienjahr einen Preis für Rechtswissenschaft und internationales öffentliches Recht und erhielt während ihres Studiums Leistungszertifikate in den Bereichen Beweisführung und Verfahren, internationales Privatrecht und internationales öffentliches Recht.

## Zulassung und Tätigkeit als Anwältin
Während ihres Studiums begann sie ab Mai 1917 in der Anwaltskanzlei Maclay Murray & Spens zu arbeiten. John Alexander Spens, einer der Gründer der Kanzlei, hatte ihr geraten, einen Vertrag abzuschließen. Nach der Verabschiedung des Sex Disqualification (Removal) Act 1919 beantragte sie die Zulassung als Rechtsanwältin, nachdem sie bereits drei Jahre als Lehrling bei Maclay Murray & Spens absolviert hatte. Ihre Zulassung wurde jedoch verweigert, da ihre dreijährige Ausbildung vor dem Sex Disqualification (Removal) Act stattgefunden hatte. Sie war daher nicht ordnungsgemäß registriert worden, da Frauen zu diesem Zeitpunkt von der Registrierung ausgeschlossen waren. Sie legte Berufung ein beim Court of Session, dem obersten Zivilgericht Schottlands, und der Fall wurde im Dezember 1920 verhandelt.
Andersons Ausbildung endete im Mai 1920. Zusammen mit ihren akademischen Leistungen erfüllte sie alle Voraussetzungen für ihre Anerkennung als Rechtsanwältin, mit Ausnahme der Anforderung, eine Prüfung zu den von der Society of Law Agents festgelegten Verfahrensformen zu bestehen, und der offenen Frage ihrer abgelehnten Ausbildung. Anderson reichte am 11. Oktober 1920 ihren Antrag auf Zulassung als Rechtsanwältin beim Sitzungsgericht ein und beantragte, ihren Vertrag anzunehmen. Da sie inzwischen die Verfahrensprüfung bestanden hatte, wurde ihrem Antrag am 15. Dezember 1920 stattgegeben. Die Entscheidung wurde im Januar 1921 offiziell registriert. Sie war damit die erste Frau im Vereinigten Königreich, die sich als Rechtsanwältin qualifizierte.
Ab 1922 arbeitete sie für fünf Jahre bei der Anwaltskanzlei, John Steuart and Gillies in Glasgow. Anschließend machte sie sich in Giffnock, einem Vorort von Glasgow, in den ihre Eltern gezogen waren, selbstständig. Der Tod ihres Vaters 1932 war möglicherweise einer der Gründe für ihren Umzug mit ihrer Mutter und ihrer Tante nach London.
Nach bestandener Abschlussprüfung vor der English Law Society erlangte sie 1937 als erste Frau die Zulassung als Rechtsanwältin sowohl in England als auch in Schottland. Sie arbeitete in London zusammen mit Edith Annie Berthan und Beatrice Honor Davy in der ersten Anwaltskanzlei im Vereinigten Königreich mit einer weiblichen Führung. Die Frauen praktizierten gemeinsam bis zur Auflösung der Partnerschaft im Jahr 1951.
1949 kaufte Anderson ein Haus in der Nähe von Dunkeld in Perthshire, welches sie mehrere Jahre lang als Hotel führte. Von 1952 bis 1963 erscheint ihr Name in verschiedenen schottischen Rechtsverzeichnissen als Rechtsanwältin. Sie gab das Hotel 1963 auf und zog in ein Cottage in der Nähe von Crieff, bevor sie sich im Whyte Cottage in Bankfoot in der Nähe von Perth niederließ.
Anderson starb 1982 im Alter von 86 Jahren in Perth. 

## Ehrungen
- 2020: Gedenktafel am Stair Building der School of Law der University of Glasgow[4]